# Gianbernardino Scotti
Gianbernardino Scotti CRT (ur. ok. 1478 w Magliano Sabina, zm. 11 grudnia 1568 w Rzymie) – włoski kardynał.

## Życiorys
Urodził się w 1478 roku w Magliano Sabina. W 1525 roku wstąpił do zakonu teatynów i został klerykiem w Sabinie. Był asystentem Luigiego Lippomana podczas jego nuncjuatury w Królestwie Niemieckim. 20 grudnia 1555 roku został wybrany arcybiskupem Trani i kreowany kardynałem prezbiterem oraz otrzymał kościół tytularny San Matteo in Merulana. Cztery lata później został przeniesiony do diecezji Piacenzy i pełnił funkcję biskupa do momentu rezygnacji w 1568 roku. Był członkiem Rzymskiej Inkwizycji i komisji kardynalskiej mającej zreformować mszał rzymski i brewiarz. Zmarł 11 grudnia 1568 roku w Rzymie.